# Улица Ермака (Иваново)

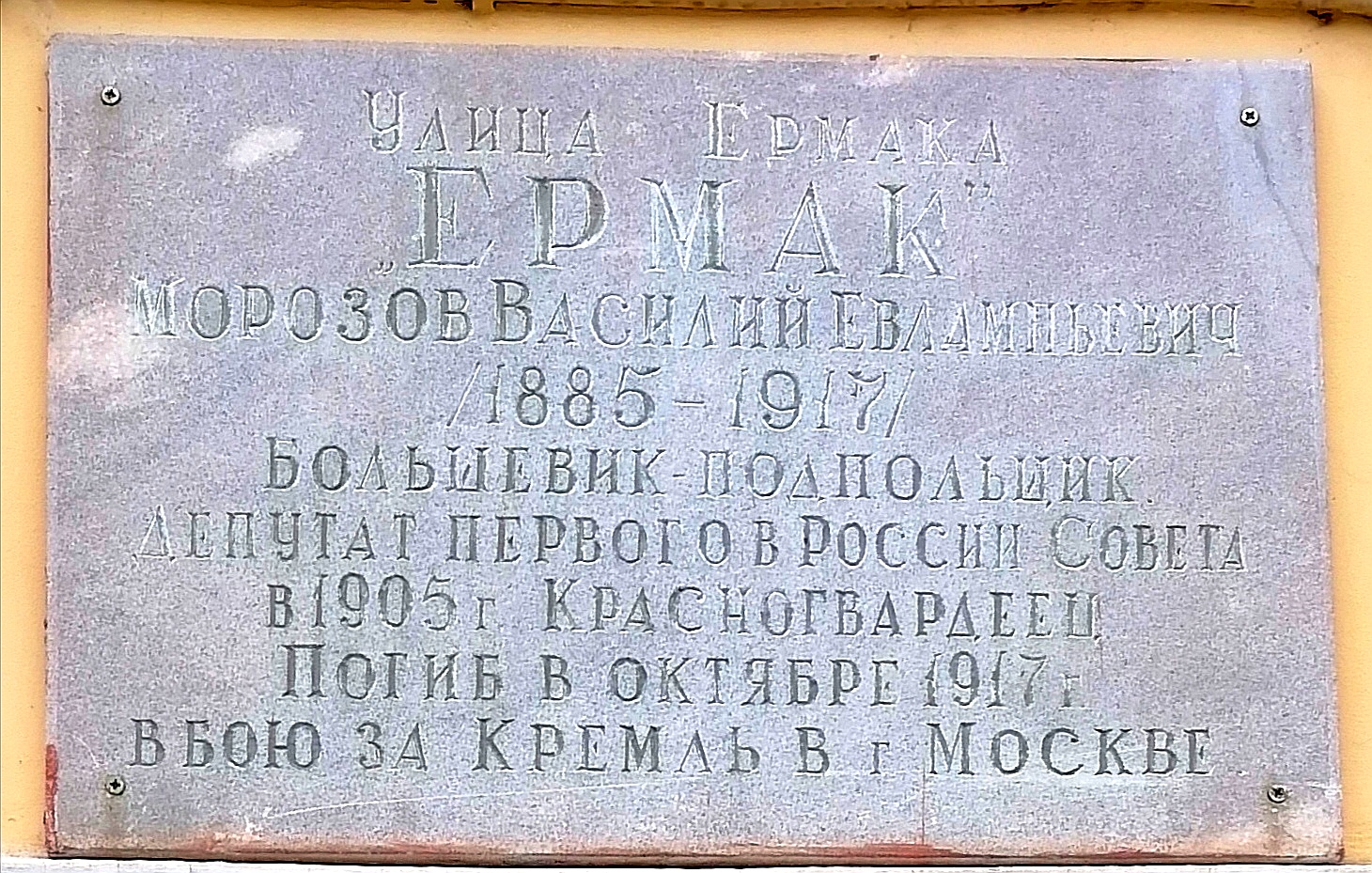
Мемориальная доска на д. 5

У́лица Ермака́ — улица города Иваново. Находится в Октябрьском районе. Начинается от проспекта Ленина и идёт до парка имени Степанова. Продолжением является Смольная улица.
Названа в честь ивановского революционера Морозова Василия Евлампиевича (партийная кличка — Ермак). Застройка смешанная: дома от 1 до 17 этажей.

## История
До 1927 года называлась Всесвятской улицей, ещё ранее — Никольской.
До 1937 года на улице располагалась Спасская церковь, которая была взорвана.

## Здания на улице

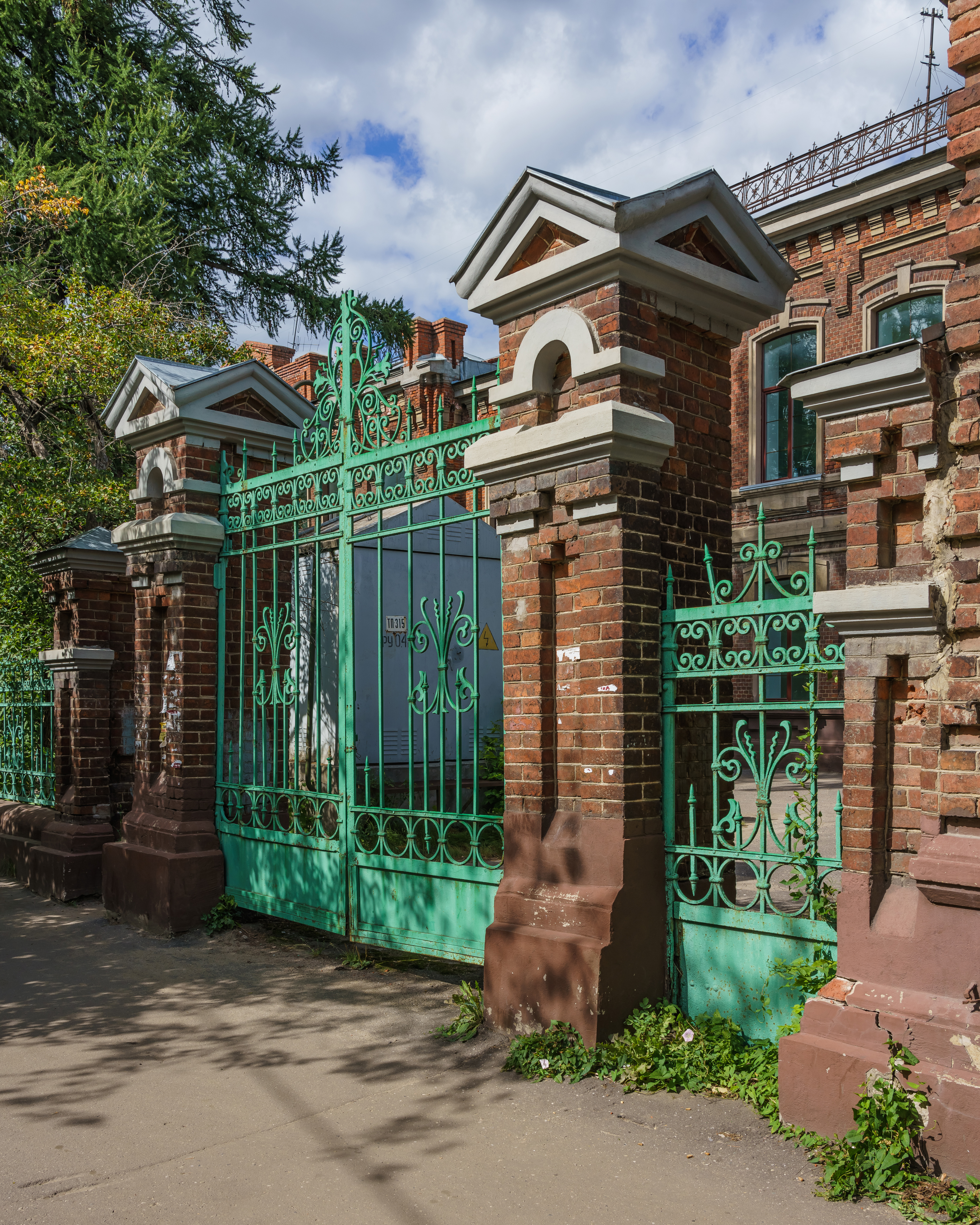
Ворота Куваевской больницы

- Дом № 3 — одно из зданий комплекса больницы «для мастеровых и рабочих» (конец XIX — начало XX вв.)
- Дом 52/2 — больница им. Х. И. и Е. О. Куваевых (1910 г.) — сейчас 2-я городская больница[2]
- Ивановский государственный университет (ИвГУ)
- дом 5 — 8-я детская поликлиника
- дом 28 — магазин «Умелые руки»
- дом 31 — детский сад № 48
- дом 41 — Ивановский Энергетический колледж
- дом 49 — стадион «Текстильщик».
- дом 72/2 — частная школа «Исток», бывший детский сад № 101[3]